# تيبوانا تيبو
تيبوانا تيبو (الاسم العلمي: Tipuana tipu) هو نوع، في جنس تيبوانا.